# Phytoseius ferox
Phytoseius ferox är en spindeldjursart som beskrevs av Pritchard och Baker 1962. Phytoseius ferox ingår i släktet Phytoseius och familjen Phytoseiidae. Inga underarter finns listade i Catalogue of Life.